# 松平忠精
松平 忠精（まつだいら ただきよ）は、江戸時代後期の大名。肥前国島原藩主。深溝松平家15代当主。官位は従五位下・主殿頭。

## 生涯
天保3年（1832年）6月17日、先々代藩主・松平忠侯の四男として誕生した。弘化4年（1847年）に兄で先代の忠誠が死去したため、その養子として家督を継いだ。嘉永元年（1848年）12月16日、従五位下・主殿頭に叙位・任官する。
藩政では外国船に対する脅威に対抗するため、長崎警備と軍事力の強化に努めた。しかし軍事力増強に加え、水害や旱魃などの天災が相次いで藩財政の悪化を招き、借金や年貢増徴政策、倹約令を出すなどして財政再建を行おうとした。ところが年貢増徴政策には百姓の不満を招き、弘化4年（1847年）12月に平松かぶりという百姓一揆を引き起こすこととなり、以後は貧農救済に努めざるを得なくなった。嘉永2年（1849年）にはシーボルトの弟子・賀来佐一郎を招聘して種痘を実施している。

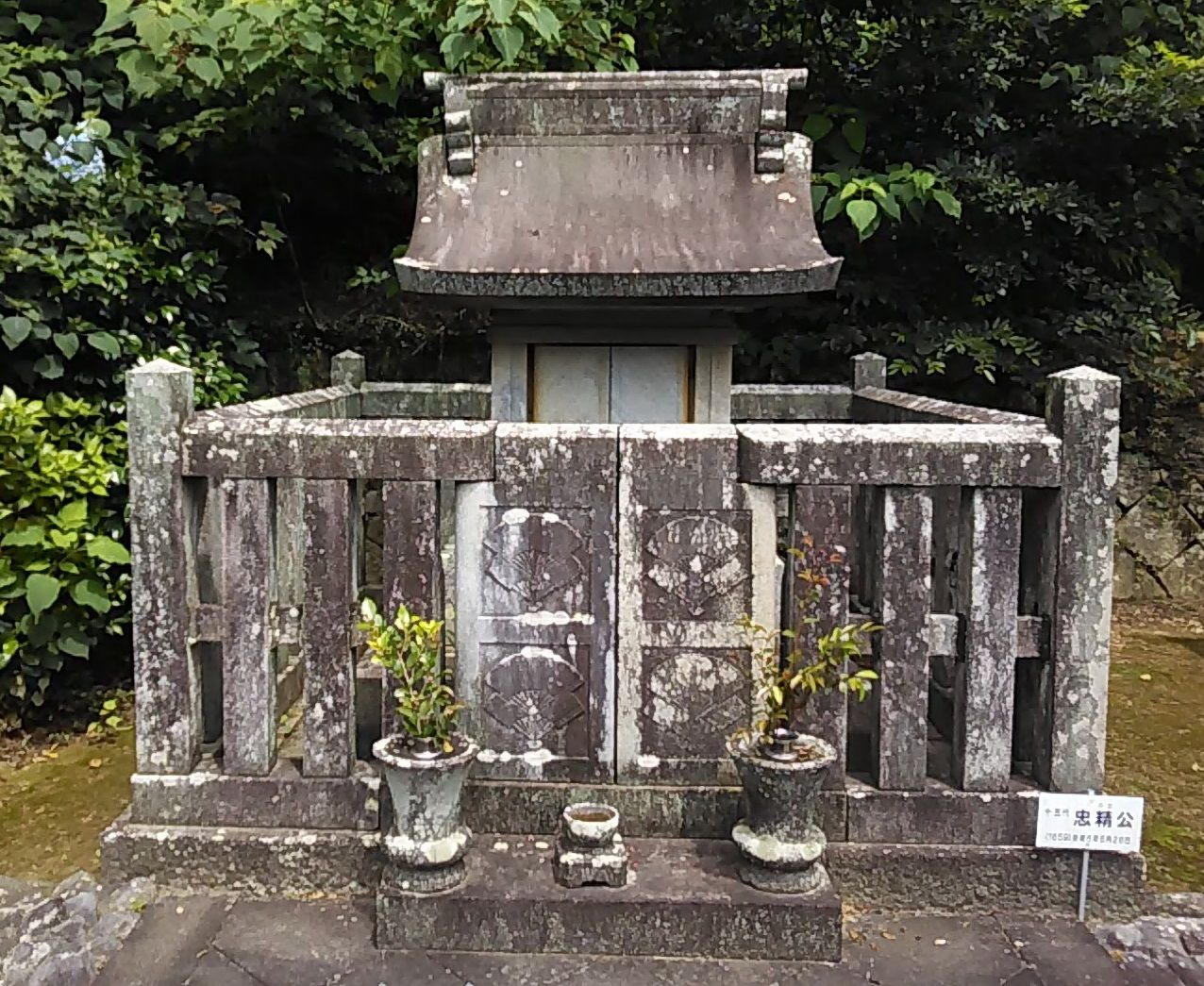
松平忠精の墓（幸田町本光寺）

安政6年（1859年）6月28日に死去した。享年28。跡を養子の忠淳が継いだ。

## 系譜
父母
- 松平忠侯（実父）
- 孝 - 阿部正精の娘（実母）
- 松平忠誠（養父）

正室、継室
- 俊光院 - 酒井忠器の娘（正室）
- 正（正子、真鏡院） - 伊達宗紀の娘（継室）

子女
- 松平嶽丸（長男） - 早世
- 狡姫 - 松平忠愛婚約者
- 珓子 - 内藤信美正室

養子
- 松平忠淳 - 伊達宗紀の四男